# Chloe Partridge
Pour les articles homonymes, voir Chloe et Partridge.
Chloe Partridge est une actrice britannique de cinéma et de théâtre.

## Filmographie
- 1994 : Once Upon a Time in the North (série télévisée) : la fille culottée
- 2007 : Tainted Wings (court métrage) : Jo
- 2011 : Captain Fork (court métrage) : la fille au pair
- 2012 : Cockneys vs Zombies : Daniella, la caissière de la Banque
- 2013 : Emily (court métrage) : Emily
- 2014 : The Crypt : Elizabeth
- 2014 : Fear of Water : Eleanor
- 2015 : Secrets of the Lost Souls
- 2015 : Siren Song : Annie
- 2015 : ChickLit : Irina
- 2016 : The Comedian's Guide to Survival : la Groupie